# قاري أحمد الله
قاري أحمد الله (بالبشتوية: قاری احمدالله)‏، (مواليد 1975) سياسي أفغاني وأول وزير للداخلية في حكومة طالبان. قاد أحمد الله القوات على الجبهات في شمال البلاد ضد تحالف الشمال.
وفقًا للجريدة الرسمية للاتحاد الأوروبي وشهادة عبد الحق الواثق ، كان أحمد الله وزيرًا للأمن ووزيرًا للمخابرات ومحافظًا لإقليم تخار.
من المفترض أنه قُتل في الأيام الأولى من عام 2002 في الغارة الجوية الأمريكية على منزل ملا طه في زدران (على الرغم من عدم تمكن البنتاغون من تأكيد وفاته). بعد مرور 12 عامًا على الحادث، زعم تحقيق أجرته مجلة هاربيرز ويكيلي أن أحمد الله على قيد الحياة.